# Atoxoplasma
Atoxoplasma – rodzaj pasożytniczych pierwotniaków powodujących zachorowania zwierząt należący do protista. Rodzaj ten cechuje się występowaniem oocyst z 2 sporocystami. Z kolei każda sporocysta zawiera 4 sporozoity.
Należą tutaj następujące gatunki:
- Atoxoplasma adiei (Aragao 1911)
- Atoxoplasma amadinae (Fantham 1924)
- Atoxoplasma argyae Garnham 1950
- Atoxoplasma avium (Labbé 1894)
- Atoxoplasma butasturis (de Mello 1935)
- Atoxoplasma coccothraustis Corradetti i Scanga 1963
- Atoxoplasma corvi (Baker, Lainson i Killick-Kendrick 1959)
- Atoxoplasma danilewskii Zasukhin, Vasina i Levitanskaya 1957
- Atoxoplasma desseri Levine 1982
- Atoxoplasma lainsoni (Dissanaike 1967)
- Atoxoplasma liothricis (Laveran i Marullaz 1914)
- Atoxoplasma paulasousai (Correa 1928)
- Atoxoplasma pessoai (Correa 1928)
- Atoxoplasma picumni (Mackerras i Mackerras 1960)
- Atoxoplasma serini (Aragao 1933)
- Atoxoplasma sicalidis (Aragao 1911)
- Atoxoplasma spermesti (Rousselot 1953)
- Atoxoplasma sporophilae (Aragao 1911).